# Боровикин, Сергей Алексеевич
Сергей Алексеевич Боровикин (род. 5 декабря 1995, Иваново, Россия) — российский спортсмен, каратист, золотой призёр Сурдлимпийских игр в Самсуне (2017), золотой призёр Чемпионата Европы (2015), четырёхкратный чемпион России, заслуженный мастер спорта.

## Биография
Сергей Боровикин родился 5 декабря 1995 года в Иваново.
В 2014 году окончил ОГКОУ Ивановскую коррекционную школу-интернат № 1.
Свои первые тренировки по карате начал в 2011 году у тренера Рухаи Амиран.
В 2017 году выиграл золото в Сурдлимпийских играх в Самсуне (в категории до 67 кг) в финал одолев турецкого спортсмена .
Имеет звание заслуженного мастера спорта.

## Соревнования
- Чемпионат России по карате среди глухих спортсменов (Иваново, 2015) — первое место[3]
- Чемпионат Европы по восточным единоборствам среди глухих (Ереван, 2015) — первое место[2]
- Чемпионат России по каратэ среди инвалидов по слуху (Иваново, 2017) — первое место[4]
- Чемпионат и первенство России по каратэ среди инвалидов по слуху (Калининград, 2018) — первое место[5]
- Чемпионат и первенство России по каратэ — спорт глухих (Санкт-Петербург, 2021) — первое место[6]

## Награды
- Благодарность от президента РФ Владимира Путина
- Нагрудный знак «За выдающиеся достижения в спорте» от Общероссийской общественной организации инвалидов «Всероссийское общество глухих» (2019)